# Cantone di Latronquière
Il Cantone di Latronquière era una divisione amministrativa dell'arrondissement di Figeac.
È stato soppresso a seguito della riforma complessiva dei cantoni del 2014, che è entrata in vigore con le elezioni dipartimentali del 2015.
Comprendeva i comuni di:
- Saint-Hilaire
- Bessonies
- Gorses
- Labastide-du-Haut-Mont
- Ladirat
- Latronquière
- Lauresses
- Montet-et-Bouxal
- Sabadel-Latronquière
- Saint-Cirgues
- Saint-Médard-Nicourby
- Sénaillac-Latronquière
- Terrou